# Cmentarz ewangelicki w Śremie
Cmentarz ewangelicki w Śremie – dawny cmentarz ewangelicki zlokalizowany w Śremie przy ulicy Jana Kilińskiego. 
Dokładna data powstania cmentarza nie jest znana, miało to miejsce ok. 1837. Dokonywano tu pochówku mieszkańców Śremu wyznania protestanckiego, którzy zamieszkiwali miasto i okolicę. Pod koniec II wojny światowej teren nekropolii został zaminowany, wielu odwiedzających groby najbliższych zostało rannych. Po 1945 część cmentarza została zdewastowana, a następnie włączona do terenu pobliskiej jednostki wojskowej, istniejącą tam kostnicę zamieniono na magazyn. W następnych latach dewastacja cmentarza postępowała, nagrobki rozbijano, żeliwne ogrodzenia skradziono, teren zarosły dzikie krzewy, a okoliczni mieszkańcy wyrzucali tam śmieci. Po II wojnie światowej miały tam miejsce trzy pochówki w 1952, 1954 i 1957. W 1967 cmentarz oficjalnie zamknięto, a rok później zlikwidowano, szczątki pochowanych przeniesiono na cmentarz komunalny. W latach 70. XX wieku kaplicę cmentarną i kostnicę rozebrano, a na fragmencie cmentarza postawiono bloki mieszkalne. 
W dniu 18 października 2010 z inicjatywy przewodniczącej Koła Seniorów działającego przy Towarzystwie Pomocy Potrzebującym im. Brata Alberta „Nadzieja” Barbary Jedlińskiej oraz dzięki wsparciu Fundacji na Rzecz Rewaloryzacji Miasta Śrem w miejscu cmentarza ustawiono głaz z tablicą upamiętniającą nekropolię i pochowanych na niej mieszkańców ziemi śremskiej